# تریازول
تریازول (به انگلیسی: Triazole) هر یک از ترکیبات ناجورحلقه با فرمول مولکولی C2 H3N3 دارای یک حلقه پنج عضو از دو اتم کربن و سه اتم نیتروژن  است.
- ۱٬۲٬۳-تری‌آزول

1H -۱٬۲٬۳-تریازول
2H -۱٬۲٬۳-تریازول

- ۱٬۲٬۴-تریازول

1H -۱٬۲٬۴-تریازول
4 H -۱٬۲٬۴-تریازول

## ناجورحلقه‌های مربوط
- ایمیدازول، یک آنالوگ با دو اتم نیتروژن غیر مجاور
- پیرازول، یک آنالوگ با دو اتم نیتروژن مجاور
- تترازول، یک آنالوگ با چهار اتم نیتروژن